# 広橋資光
広橋資光（ひろはし すけみつ、明徳3年（1392年） - 応永27年（1420年）1月14日）は、室町時代前期の公卿。

## 官歴
- 時期不明：蔵人頭、権右少弁、山城権守、正四位上
- 応永23年（1416年）：参議
- 応永25年（1418年）：従三位
- 応永26年（1419年）：権中納言

## 系譜
- 実父：竹屋兼俊
- 養父：広橋兼宣